# Microlaimidae
Microlaimidae é uma família de nematóides pertencentes à ordem Desmodorida.

## Géneros
Géneros:
- Acanthomicrolaimus Stewart & Nicholas, 1987
- Aponema Jensen, 1978
- Bathynox Bussau & Vopel, 1999